# Ritratto di Ria Munk III
Il ritratto di Ria Munk III  è l'ultimo dei tre ritratti commemorativi di Maria Munk detta “Ria”,  dipinti dall’artista viennese Gustav Klimt.

## Descrizione
Il terzo ed ultimo ritratto di Ria Munk, intitolato Frauenbildnis (Ria Munk III), viene dopo La danzatrice e Ria Munk sul letto di morte.
Il dipinto fu iniziato alla fine del 1917 senza mai essere terminato dall’artista. È uno dei più grandi ritratti femminili a figura intera in stile tardo klimtiano.
In primo piano appare una giovane donna in piedi con il viso di profilo che sembra osservare gli spettatori con grandi occhi scuri sovrastati da folte sopracciglia nere su un volto tondo con guance rosa, paffute ed un sorriso sognante. La figura indossa una vestaglia appena delineata a carboncino con un colletto in pizzo che adorna il collo. La fanciulla appare a suo agio, fiduciosa e candida priva di ogni sentore erotico tipico dei lavori di Klimt. 
Come nel caso di molti altri ritratti di personalità dell'alta società viennese, l’artista immerge il soggetto in uno sfondo elaboratissimo e carico di elementi simbolici. Intorno a Ria troneggia una moltitudine di fiori dal significato preciso: rose, tulipani, peonie, crisantemi, garofani e cineraria, dalla simbologia cinese, indicano felicità, ricchezza, bellezza e nobiltà; mentre un delicato bouquet di giacinti bianchi e blu, che la giovane porta al viso, nella cultura occidentale è associato all'aldilà ed al contempo indicano amore e romanticismo nella cultura cinese. Anche la presenza di una tenda gialla, decorata con una zucca ed i suoi fiori, ideogrammi cinesi e giapponesi sono i simboli di buon auspicio per una vita matrimoniale felice.

Nel terzo superiore del dipinto, l’atmosfera dell’opera si incupisce per la presenza di una creatura di color rosso vivo, forse un drago che sembra afferrare Ria per i capelli, con accanto altre due figure di color verdastro-grigio. Sul bordo destro del quadro, poi, si può notare una radice di mandragora di colore bianco-rosa che Klimt raffigura per sottolineare le proprietà occulte ed afrodisiache che le venivano attribuite nel Medioevo. Ma anche in riferimento all’opera Mandragora dallo scrittore Hanns Heinz Ewers ex fidanzato di Maria Munch, per il cui rifiuto di matrimonio la ragazza si suicidó il 28 dicembre 1911.